# Peritonitis
Peritonitis és la inflamació aguda o crònica, generalitzada o focal, de la membrana del peritoneu. Aquesta inflamació pot ser provocada espontàniament per bacteris (peritonitis bacteriana primària o d'origen extra-abdominal) o bé ser secundària a un traumatisme directe -moltes vegades penetrant- a la zona de l'abdomen, per acció del suc gàstric i les sals biliars. Adesiara, el seu origen és la ingesta d'objectes de naturalesa molt dispar, la febre tifoide, els bezoars, l'esquistosomiasi la tuberculosi la diverticulosi, la sarcoïdosi, la cistitis gangrenosa, la ruptura vesical, la ruptura d'una hèrnia de Richter o la perforació d'una úlcera pèptica.
El terme peritonitis terciària es fa servir per referir-se a una inflamació peritoneal d'etiologia infecciosa amb afectació sistèmica que persisteix 48 h després d'una intervenció quirúrgica practicada satisfactòriament i en condicions adequades amb el propòsit de tractar una peritonitis secundària o primària. No és una entitat clínica freqüent, però representa la forma més greu de peritonitis i té un maneig força difícil, amb una mortalitat que oscil·la entre el 30% i el 60%.
La peritonitis quilosa és una de les possibles complicacions de la pancreatitis aguda. En pacients pediàtrics no sempre és fàcil distingir una peritonitis d'origen pancreàtic d'un abdomen agut de causa apendicular.
La peritonitis mecònica és una reacció inflamatòria del peritoni fetal d'etiologia química, sense presència microbiana, produïda generalment per una perforació intestinal intrauterina. Pot aparèixer en casos de fibrosi quística.
Eventualment, les peritonitis poden ser conseqüència d'un incident iatrogènic. En aquest context, la incidència de les peritonitis granulomatoses postoperatòries causades per la disseminació de partícules de midó provinents dels guants quirúrgics és molt baixa.
Les peritonitis agudes solen manifestar-se amb dolors abdominals, nàusees i vòmits, hipertèrmia, hipotensió arterial, taquicàrdies, disminució o absència dels moviments peristàltics i set. L'abdomen es torna molt sensible i rígid.
Les peritonitis cròniques es deuen a una evolució de les agudes si no s'han guarit bé, però no solen ser habituals. És més normal que s'originen com a conseqüència d'altres malalties, de la infecció d'un cateterisme o de l'administració de fàrmacs de forma continuada per via intraperitonial.
La peritonitis pot provocar deshidratació greu, obstrucció intestinal, síndrome del destret respiratori agut, sèpsia, xoc sèptic i fallida multisistèmica, la qual cosa pot produir la mort del malalt.
A principis del segle xx, la mortalitat associada a la peritonitis sèptica arribava al 90% dels casos. Amb l'aplicació dels principis establerts pel traumatòleg alemany Kirschner (eliminació de la font infecciosa i dels detritus intraabdominals), el percentatge es reduí fins al 50%.